# Weverson Leandro Oliveira Moura
Weverson Leandro Oliveira Moura (Brazíliaváros, 1993. május 12. –) brazil válogatott labdarúgó.

## Nemzeti válogatott
A Brazil válogatottban 1 mérkőzést játszott.

## Statisztika
| Brazil válogatott | Brazil válogatott | Brazil válogatott |
| Időszak           | Mérk.             | gól               |
| ----------------- | ----------------- | ----------------- |
| 2013              | 1                 | 1                 |
| Összesen          | 1                 | 1                 |